# Goera katugalkanda
Goera katugalkanda är en nattsländeart som beskrevs av Schmid 1958. Goera katugalkanda ingår i släktet Goera och familjen grusrörsnattsländor. Inga underarter finns listade i Catalogue of Life.